# Немецкая христианско-социальная народная партия
Немецкая христианско-социальная народная партия (нем. Deutsche Christlich-Soziale Volkspartei, DCVP, чеш. Německá křesťansko sociální strana lidová) — политическая партия немецкоязычной группы населения в Чехословакии. Основана в ноябре 1919 года в Праге. Имела хорошие отношения с Чехословацкой народной партией.
Летом 1919 года была составлена программа партии, которая 28 сентября была одобрена на конференции Богемской партии в Праге, а 2 ноября 1919 года была принята на общенациональной партийной конференции с делегатами из Богемии, Моравии и Силезии.
На выборах 1920 года партия получила 10 мест (3 % голосов), на выборах 1925 года — 13 мест в парламенте (4,43 % голосов) и вошла в состав национального правительства. После выборов 1925 года её представитель Роберт Майр-Хартинг, с 1920 по 1925 год бывший сенатором, до 1929 года занимал должность министра юстиции.
В 1928 году в партии состояло около 38 тысяч членов; около 22 тысяч жили в Богемии, 9 тысяч — в Силезии и Северной Моравии и 7 тысяч — в Центральной и Южной Моравии.
На выборах 1929 года партия получила 14 мест, (4,7 % голосов), но в состав национального правительства не вошла. На выборах 1935 года получив всего 2 % голосов и шесть мест в парламенте, поддержала кандидатуру Эдварда Бенеша на пост президента республики и в 1936 году снова была включена в состав чехословацкого правительства; её представитель и член парламента Эрвин Зайчек стал министром без портфеля.
После аншлюса Австрии, члены парламента от DCVP присоединились к Партии судетских немцев и деятельность партии была приостановлена (формально она не была распущена).